# Mesochorus deletus
Mesochorus deletus är en stekelart som beskrevs av Dasch 1971. Mesochorus deletus ingår i släktet Mesochorus och familjen brokparasitsteklar. Inga underarter finns listade i Catalogue of Life.